# Mark Anthony (judoka)
Mark Anthony (Geelong, 13 de octubre de 1989) es un deportista australiano que compitió en judo. Ganó seis medallas en el Campeonato de Oceanía de Judo entre los años 2008 y 2014.

## Palmarés internacional
| Campeonato de Oceanía | Campeonato de Oceanía        | Campeonato de Oceanía | Campeonato de Oceanía |
| Año                   | Lugar                        | Medalla               | Categoría             |
| --------------------- | ---------------------------- | --------------------- | --------------------- |
| 2008                  | Christchurch (Nueva Zelanda) | Medalla de oro        | –81 kg                |
| 2010                  | Canberra (Australia)         | Medalla de oro        | –90 kg                |
| 2011                  | Papeete (Francia)            | Medalla de oro        | –90 kg                |
| 2012                  | Cairns (Australia)           | Medalla de oro        | –90 kg                |
| 2013                  | Apia (Samoa)                 | Medalla de plata      | –90 kg                |
| 2014                  | Auckland (Nueva Zelanda)     | Medalla de plata      | –90 kg                |